# Tweety Carter
Demond Carvez Carter, detto Tweety (New Orleans, 25 ottobre 1986), è un ex cestista statunitense, professionista negli NBDL e in Europa.

## Palmarès
- McDonald's All-American Game (2006)
- Campionato ceco: 1

ČEZ Nymburk: 2012-13
- Coppa della Repubblica Ceca: 1

ČEZ Nymburk: 2013